# Câmpeni (okręg Bacău)
Câmpeni – wieś w Rumunii, w okręgu Bacău, w gminie Pârjol. W 2011 roku liczyła 594 mieszkańców.